# جان واسال

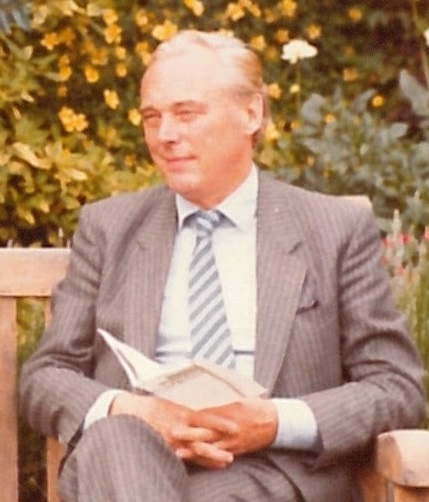
واسال در سال ۱۹۸۴ عکس گرفت.

ویلیام جان کریستوفر واسال (۲۰ سپتامبر ۱۹۲۴ – ۱۸ نوامبر ۱۹۹۶) یک کارمند دولتی بریتانیایی بود که از سال ۱۹۵۴ تا زمان دستگیری‌اش در سال ۱۹۶۲ برای اتحاد جماهیر شوروی جاسوسی کرد. اگرچه تنها در سطح پایین‌تر فعالیت می‌کرد، اما توانست جزئیاتی از فن‌آوری دریایی را که برای مدرن‌سازی نیروی دریایی شوروی حیاتی بود، ارائه دهد. او به هجده سال حبس محکوم شد و در سال ۱۹۷۲ پس از گذراندن ده سال از زندان آزاد شد. رسوایی واسال به شدت باعث شرمساری دولت مک میلان شد، اما به زودی توسط ماجرای دراماتیک تر پروفومو تحت الشعاع قرار گرفت.

## اوایل زندگی
او در سال ۱۹۲۴ به دنیا آمد و در طول زندگی‌اش با نام جان واسال شناخته می‌شد، پسر ویلیام واسال، کشیش بیمارستان سنت بارتولومئو در لندن، و میبل آندریا سلیکز، پرستار همان بیمارستان بود. او در مدرسه مونموث تحصیل کرد. در طول جنگ جهانی دوم به عنوان عکاس برای نیروی هوایی سلطنتی مشغول به کار شد. پس از جنگ در سال ۱۹۴۸ به سمت منشی (افسر روحانی) در دریاداری رسید.
اگرچه پدرش یک کشیش آنگلیکن بود، مادرش به مذهب کاتولیک رومی گروید، تصمیمی که منجر به تنش در ازدواج آنها شد. خود واسال در سال ۱۹۵۳ به کاتولیک گروید.

## حرفه جاسوسی
در سال ۱۹۵۲، واسال، هنوز به عنوان یک افسر روحانی، به سمت کارکنان وابسته نیروی دریایی در سفارت بریتانیا در مسکو منصوب شد. در آنجا، او بعداً گفت، او خود را از نظر اجتماعی در انزوای اجتماعی و سلسله‌مراتب طبقاتی زندگی دیپلماتیک دید، و تنهایی او با همجنس‌گرایی‌اش تشدید شد که در آن زمان هم در بریتانیا و هم در اتحاد جماهیر شوروی غیرقانونی بود. او با لهستانی به نام میخائیلسکی که برای سفارت کار می‌کرد آشنا شد و او را با دنیای زیرین همجنس گرایان مسکو آشنا کرد. در سال ۱۹۵۴، او را به یک مهمانی دعوت کردند، جایی که او را تشویق کردند که به شدت مست شود، و در آنجا در موقعیت‌های سازشکارانه با چندین مرد عکس گرفته شد.
مهمانی که توسط کاگ‌ب ترتیب داده شده بود، یک " تله عسل " کلاسیک بود. شوروی از این عکس‌ها برای باج‌گیری واسال استفاده کرد تا به عنوان جاسوس برای آنها کار کند، ابتدا در سفارت مسکو، و سپس در لندن، پس از بازگشت وی به آنجا در ژوئن ۱۹۵۶. او به دریاسالاری بازگشت، جایی که ابتدا در بخش اطلاعات نیروی دریایی، و سپس به عنوان افسر روحانی دستیار وزیر خصوصی، در دفتر خصوصی تام گالبریت، سیاستمدار حزب محافظه‌کار و لرد مدنی دریاسالاری، کار کرد. وی در زمان دستگیری در شعبه دوم ارتش مشغول به کار بود. واسال در طول دوران جاسوسی خود چندین هزار سند طبقه‌بندی شده از جمله اطلاعات رادارها، اژدرها و تجهیزات ضد زیردریایی بریتانیا را در اختیار شوروی قرار داد. نویسندهٔ ترحیم او در تایمز اظهار داشت که "واسال هیچگاه بیش از یک کارمند سطح پایین نبود، اما هیچ چیز سطح پایینی در مورد آسیبی که او توانست وارد کند وجود نداشت". به همین ترتیب، چپمن پینچر واسال را «نمونه کلاسیک جاسوسی می‌دانست که در حالی که رتبه پایینی دارد، می‌تواند به دلیل دسترسی عالی به اطلاعات مخفی، آسیب‌های عظیمی وارد کند». پینچر ادامه داد: من شک ندارم که استخدام و اداره واسال یک پیروزی بزرگ برای کاگ‌ب بود. او اطلاعاتی با بالاترین ارزش را در اختیار فرماندهان دفاع شوروی در تلاش موفقیت‌آمیز آنها برای توسعه و نوسازی نیروی دریایی سرخ قرار داد.»
ربکا وست، در کتابش به معنای جدید خیانت (۱۹۶۴) از این تصور که واسال «یک مرد کوچک ضعیف و احمق است» رد کرد… بعید به نظر می‌رسد که این دیدگاه درست مردی باشد که به مدت هفت سال شغلی [جاسوسی] را انجام داده بود و خواستار صنعت بی‌وقفه در یک صنعت ماهر بود که در شرایط مخفیانه انجام می‌شد، ظرفیتی بی‌پایان برای تقلب، و تحقیر مداوم خطرات شخصی.» وست او را «جاسوسی حرفه‌ای که در چارچوب قراردادهای حرفه‌اش کار می‌کند، [که] بیش از هر وکیلی برای انجام حرفه‌اش باج‌گیری نشده بود» نامید. وست پیشنهاد کرد که ادعای باج‌گیری «افراشتن پرده دود برای پنهان کردن کاری است که انجام داده‌است». وست با مشاهده اینکه واسال به خاطر جاسوسی‌اش توسط شوروی دستمزد خوبی دریافت کرده بود، نوشت: «محبت مستی ممکن است اتفاق افتاده باشد، اما احتمالاً طوری طراحی شده بود که اگر خیانت او کشف شد، واسال به آن اشاره کرد… فقط یک مرد بسیار احمق و درمانده تسلیم می‌شد [در برابر تهدید باج خواهی]، و واسال احمق نبود. او بسیار مدبر بود.»

## قرارگیری در معرض
پس از اینکه آناتولی گولیتسین، یکی از اعضای ارشد کاگ‌ب، در سال ۱۹۶۱ به ایالات متحده فرار کرد، واسال به عنوان یک جاسوس بالقوه شناسایی شد. کاگ‌ب که نگران افشای واسال بود، به او دستور داد تا عملیات خود را تا اطلاع ثانوی متوقف کند. یوری نوسنکو، یکی دیگر از فراریان، به پرونده علیه واسال اضافه شد، اما شک و تردید در مورد شواهد ارائه شده توسط گلیتسین و نوسنکو همچنان ادامه داشت. اسناد و ریزنقطه‌های ارائه شده توسط میکال گلنیفسکی، فراری لهستانی در سال ۱۹۶۰ نیز ممکن است در پرونده علیه او نقش داشته باشد. واسال به زودی کار خود را از سر گرفت. برای همکارانش آشکار شده بود که واسال منبع درآمد دیگری دارد، زیرا او به آپارتمانی گران‌قیمت در میدان دلفین نقل مکان کرد، در تعطیلات خارجی رفت و گفته می‌شد که صاحب ۳۶ کت و شلوار ساویل روو است. مخارج سالانه او بعداً حدود ۳۰۰۰ پوند تخمین زده شد، زمانی که حقوق رسمی او ۷۵۰ پوند بود. اما او توضیح داد که ارثی از خویشاوندان دور دارد.
در ۱۲ سپتامبر ۱۹۶۲، واسال دستگیر و به جاسوسی متهم شد. او یک اعتراف کامل کرد و کارآگاهان را به دوربین‌ها و فیلم‌های مخفی شده در آپارتمانش هدایت کرد. اسنادی که او به دزدی اعتراف کرد، همه چیزهایی را که گمان می‌رفت گرفته شده بود، به حساب نمی‌آورد، اما این گمانه‌زنی را به وجود آورد که جاسوس دیگری هنوز در دریاداری فعالیت می‌کند. مقداری پیشنهاد کرده‌اند که واسال عمداً توسط کاگ‌ب قربانی شده‌است تا از جاسوس دیگر (احتمالاً ارشدتر) محافظت کند. در ماه اکتبر، واسال به ۱۸ سال زندان محکوم شد. زمانی که در زندان اسکراب افسنتین بود، واسال با کالین جردن نئونازی آشنا شد که بعداً به نخست‌وزیر هارولد مک میلان نامه نوشت و مدعی شد که با حسن نیت واسال، شواهدی دال بر «شبکه ای از سیاستمداران همجنسگرا» دارد. سرویس امنیتی ام‌آی۵ با واسال و جردن مصاحبه کرد و ادعاهای همجنس‌گراهراسی را رد کرد.
این رسوایی باعث شرمساری قابل توجهی برای دولت مک میلان شد و مانند آن در اوج جنگ سرد، تنها یک سال قبل از افشاگری‌های دراماتیک تر ماجرای پروفومو، فوران کرد. دادگاه واسال برای بررسی این موضوع برگزار شد که آیا ناکامی در شناسایی واسال قبلاً به منزله شکست اطلاعاتی است، همان‌طور که بسیاری از روزنامه‌های بریتانیا ادعا کرده بودند. همچنین به بررسی پیشنهاداتی مبنی بر نامناسب بودن روابط نزدیک بین واسال و گالبریت پرداخت. با این حال، در نتیجه‌گیری‌های خود هیچ مدرکی برای نادرستی پیدا نکرد و تا حد زیادی دولت را تبرئه کرد.

## سالهای بعد
واسال ده سال از دوران محکومیت خود را در زندان‌های اسکراب افسنتین، میدستون و دورهمی گذراند. او در زندان توسط مصلح اجتماعی لرد لانگفورد دوست شد. او سرانجام در اکتبر ۱۹۷۲ با آزادی مشروط آزاد شد.
او سپس خاطراتی نوشت که در سال ۱۹۷۵ با عنوان واسال منتشر شد: زندگی‌نامه یک جاسوس. او آن را «نوعی خود توجیهی، نه در مورد فعالیت‌های جاسوسی‌ام، بلکه با توجه به موقعیت من به‌عنوان یک انسان، و شاید توانایی من در دوست‌یابی و حفظ دوستان در همه جنبه‌های زندگی» توصیف کرد. رکس وینزبری این کتاب را «یک تلاقی بین خاطرات جنیفر [ستون جامعه مجله کویین] و جیمز باند نامید، … هم به دلیل ساده لوحی شفاف خود واسال و اسنوبیسم اجتماعی … و هم برای ساده لوحی به همان اندازه شفاف وزارت خارجه بریتانیا و نیروهای امنیتی». جورج مایکز، مهاجر مجارستانی، به همین ترتیب به این نتیجه رسید که «غرور، فخرفروشی کودکانه، جاه طلبی و فقدان کامل شوخ طبعی واسال بود که او را به اعماق باتلاق سوق داد.»
واسال متعاقباً نام خانوادگی خود را به فیلیپس تغییر داد، در سنت جانز وود لندن اقامت گزید و بی سر و صدا به عنوان مدیر در انجمن رکوردهای بریتانیا و برای یک شرکت وکلا در مسافرخانه گری کار کرد. او پس از سکته قلبی در یک اتوبوس لندن در نوامبر ۱۹۹۶ درگذشت: تقریباً سه هفته بعد بود که مطبوعات از مرگ او مطلع شدند.

## تصاویر رسانه ای
پیشنهاد رابطه نامناسب بین واسال و تام گالبریت، طرحی به یاد ماندنی را در برنامه طنز بی‌بی‌سی آن هفته بود که بود که در سال ۱۹۶۳ پخش شد، الهام بخشید که در آن لنس پرسیوال نقش یک کارمند ارشد دولتی را بازی می‌کرد که کنایه‌های جنسی را در موارد دلنشین متعارف تشخیص می‌داد. سلام «واسال عزیزم» در ابتدای نامه.
در سال ۱۹۸۰ بی‌بی‌سی فیلم مستندی را دربارهٔ این ماجرا پخش کرد که در آن جان نورمینگتون نقش واسال را «ضعیف، بیهوده و مشتاق نجیب‌تلمن» بازی کرد.

### استناد
1. 1 2 3  Martland 2004.
2. ↑  Vassall 1975, pp. 12–13, 26–7.
3. ↑  "William John Christopher Vassall". AndrejKoymasky.com. 16 November 2002. Archived from the original on 6 June 2007. Retrieved 14 June 2007.
4. ↑  Vassall 1975, pp. 53–56.
5. ↑  Tweedie 2006.
6. ↑  Anon. (6 December 1996). "Obituary: John Vassall". The Times. London.
7. ↑  Pincher 1984, pp. 283–4.
8. ↑  West 1981.
9. ↑  Coogan, Kevin (2021). The Spy Who Would Be Tsar: The Mystery of Michal Goleniewski and the Far-Right Underground. Abingdon: Routledge. pp. 73–77. ISBN 978-0-367-50665-0.
10. ↑  Tate, Tim (2021). The Spy who was left out in the Cold: The Secret History of Agent Goleniewski. London: Bantam Press. pp. 179–180. ISBN 978-1-78763-401-5.
11. 1 2 3  Telegraph Obituary, 1996.
12. ↑  Norton-Taylor 1996.
13. ↑  Vassall 1975, pp. 139–43.
14. ↑  Macklin, Graham (2020). Failed Führers: A History of Britain's Extreme Right. Abingdon: Routledge. p. 286. ISBN 978-0-415-62730-6.
15. ↑  Jackson, Paul (2016). Colin Jordan and Britain's Neo-Nazi Movement: Hitler's Echo. London: Bloomsbury. p. 121. ISBN 978-1-350-07468-2.
16. ↑  Vassall 1975, pp. 147–72.
17. ↑  Vassall 1975, p. 191.
18. ↑  Winsbury, Rex (23 January 1975). "Innocent abroad". Financial Times. London.
19. ↑  Mikes, George (26 January 1975). "Weaker Vassall". The Observer. London.
20. ↑  "Lance Percival – obituary". The Telegraph. London. 9 January 2015. Retrieved 8 September 2015.